# Interpolació cúbica monòtona
En el camp matemàtic de l'anàlisi numèrica, la interpolació cúbica monòtona és una variant d'interpolació cúbica que preserva la monotonicitat de la sèrie de dades que s'està interpolant.
La monotonicitat es conserva per la interpolació lineal, però no queda garantida per interpolació cúbica.